# Globster

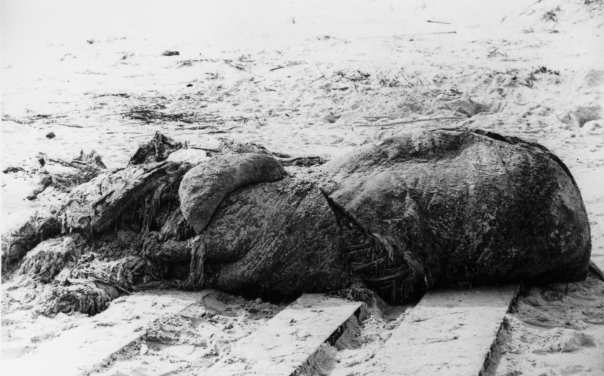
Het St Augustine karkas, een globster aangespoeld in St. Augustine in Florida in 1896.

Een globster is een ongeïdentificeerde organische massa die is aangespoeld aan land of drijft in de zee. Deze organische massa's missen dikwijls botten en ogen en zijn daarom lastig identificeerbaar. 
Mogelijke verklaringen zijn dat de globsters restanten zijn van reuzeninktvissen, walvissen en haaien. Gezien de onduidelijkheid over de levensvorm zijn globsters een gewild studieobject voor de Cryptozoölogie.
De term globster werd geïntroduceerd door Ivan T. Sanderson in 1962 om een onidentificeerbaar karkas uit 1960 in Tasmanië te beschrijven.

## Globsters (selectie)
- 1808 - Stronsay-beest (mogelijk een reuzenhaai)
- 1896 - Monster van St. Augustine (later geïdentificeerd als blubber van een potvis)
- 1924 - Trunko (mogelijk een walvis)
- 1960 - Eerste Tasmaanse globster (later geïdentificeerd als een walvis)
- 1965 - Nieuw-Zeelandse globster
- 1970 - Tweede Tasmaanse globster
- 1977 - Zuiyo-marukarkas (Geen echte globster, aangezien deze niet was aangespoeld, maar opgevist. Later geïdentificeerd als een walvishaai)
- 1983 - Gambo (mogelijk een dolfijn of walvishaai)
- 1988 - Bermuda Blob I (mogelijk blubber)
- 1990 - Hebrides Blob
- 1996 - Nantucket Blob (later geïdentificeerd als blubber)
- 1997 - Bermuda Blob II (later geïdentificeerd als blubber)
- 1997 - Four Mile Globster
- 2001 - Newfoundland Blob (later geïdentificeerd als het karkas van een potvis)
- 2003 - Chileense Blob (later geïdentificeerd als blubber van een potvis)
- 2017 - Filipijnse globster
- 2017 - Inktvis van Seram Island